# اونتوناگون، میشیگان
اونتوناگون (به انگلیسی: Ontonagon Township) یک منطقهٔ مسکونی در ایالات متحده آمریکا است که در شهرستان انتوناگون، میشیگان واقع شده‌است.
 اونتوناگون  ۲٬۵۷۹ نفر جمعیت دارد و ۲۴۷ متر بالاتر از سطح دریا واقع شده‌است.